# José Pereira (Fußballspieler, 1931)
José Pereira (* 15. September 1931 in Torres Vedras) ist ein ehemaliger portugiesischer Fußballtorhüter.

## Karriere

### Verein
Pereira begann seine Karriere bei Belenenses Lissabon. Mit diesem Klub gewann er 1960 den portugiesischen Pokal und nahm viermal am Messestädte-Pokal teil. 1967 wechselte er zum SC Beira-Mar, wo er 1971 seine aktive Laufbahn beendete.

### Nationalmannschaft
Am 19. April 1965 debütierte Pereira im Alter von fast 34 Jahren beim 1:0-Auswärtssieg im Qualifikationsspiel zur Weltmeisterschaft 1966 in England gegen die Türkei. Nach geglückter Qualifikation für die Endrunde wurde er von Trainer Otto Glória in den  portugiesischen Kader berufen. Nachdem im ersten Gruppenspiel gegen Ungarn noch Joaquim Carvalho im portugiesischen Tor gestanden hatte, wurde Pereira in allen weiteren Spielen des Turniers eingesetzt, das Portugal mit dem dritten Platz abschloss.
Sein letztes Länderspiel bestritt Pereira am 13. November 1966 bei der 1:2-Heimniederlage gegen Schweden im Qualifikationsspiel zur Europameisterschaft 1968. Insgesamt absolvierte Pereira elf Länderspiele für Portugal.

## Erfolge
- Portugiesischer Pokal: 1960